# Vitiněves
Vitiněves (en allemand : Witinowes) est une commune du district de Jičín, dans la région de Hradec Králové, en République tchèque. Sa population s'élevait à 339 habitants en 2022.

## Géographie
Vitiněves se trouve à 5 km au sud-sud-est de Jičín, à 38 km à l'ouest-nord-ouest de Hradec Králové et à 76 km à l’est-nord-est de Prague.
La commune est limitée par Jičín au nord, par Tuř à l'est, par Slatiny et Nemyčeves au sud, et par Staré Místo à l'ouest.

## Histoire
La première mention écrite de la localité date de 1345.

## Galerie

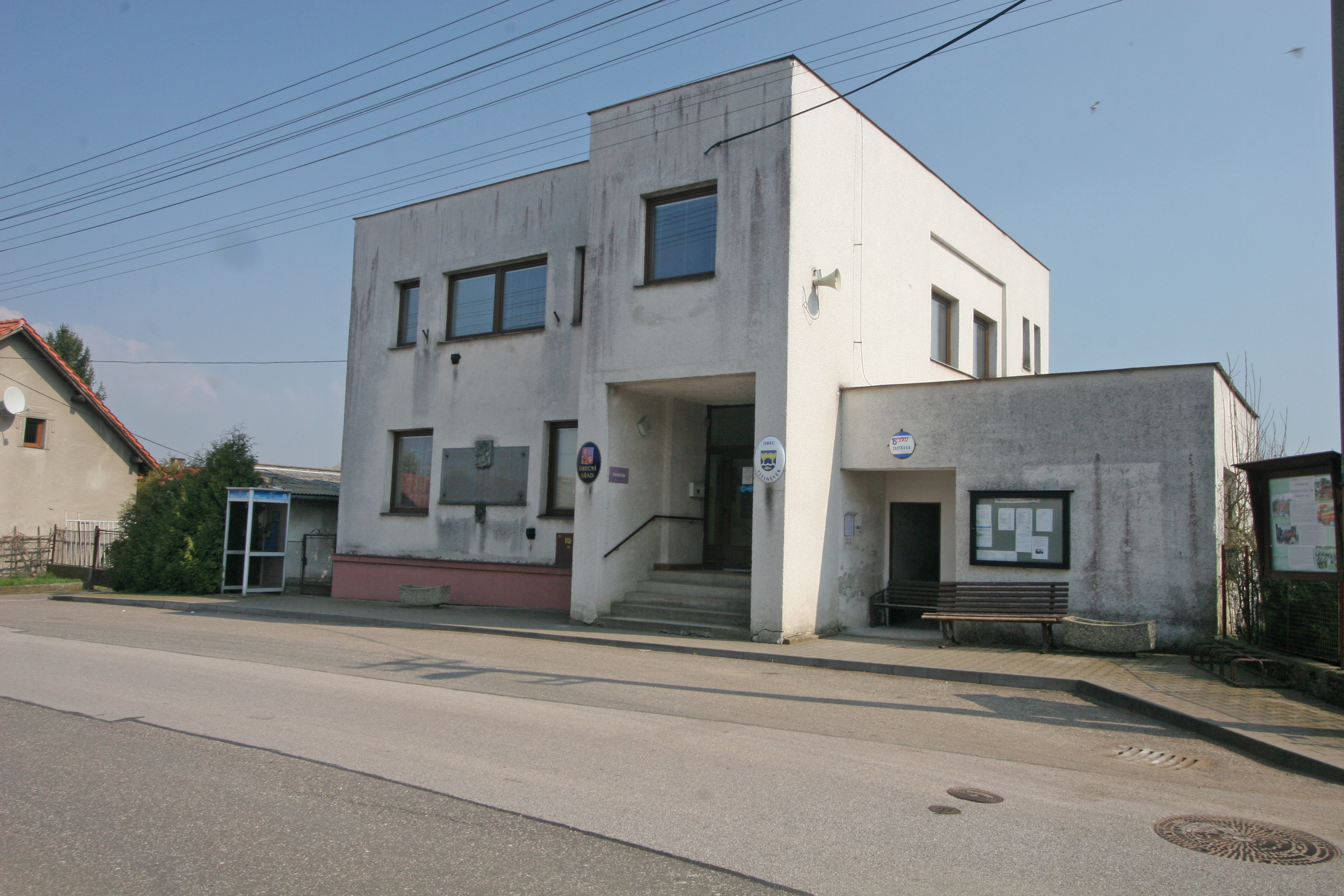
Vitiněves  : la mairie.
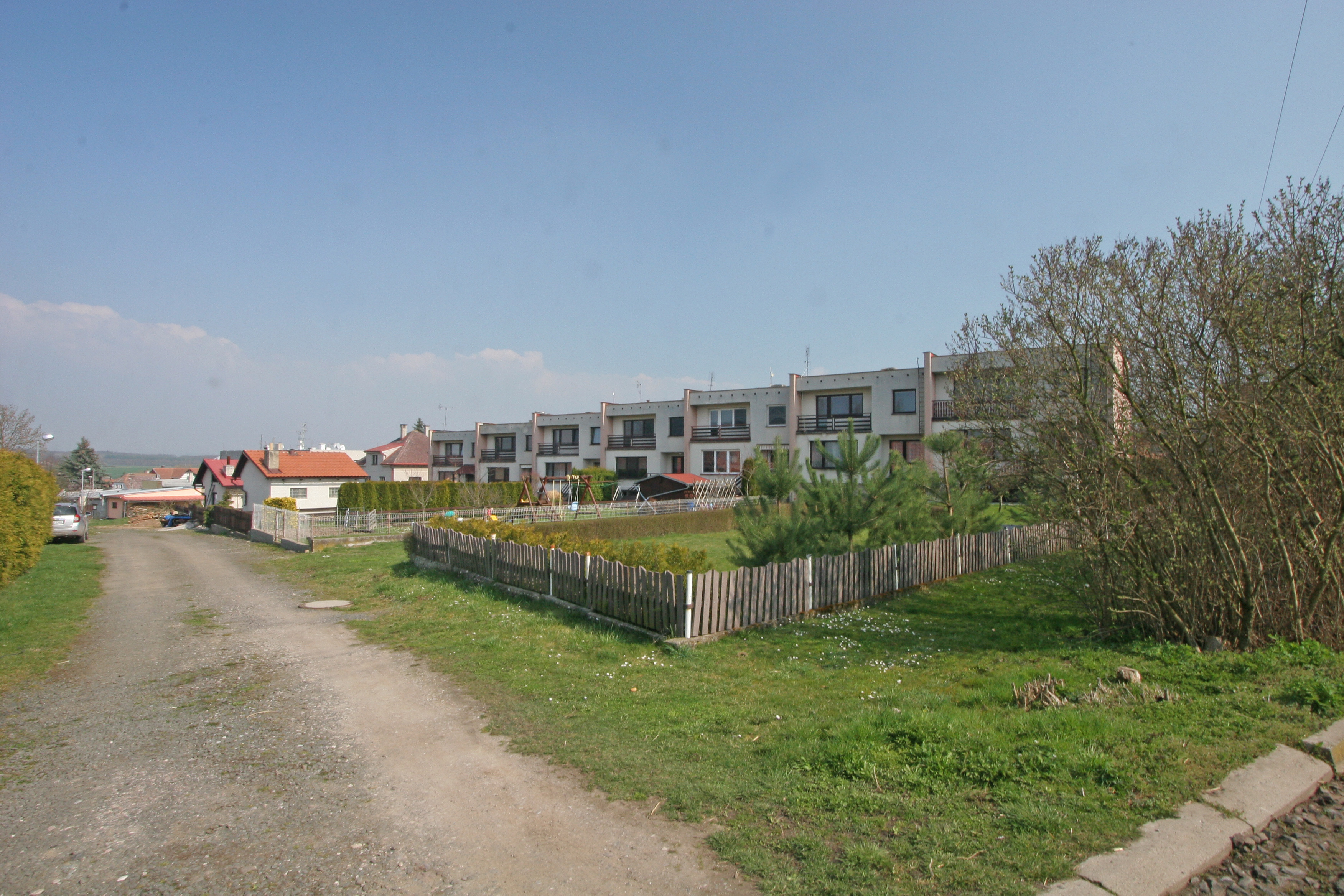
Immeuble résidentiel.

## Transports
Par la route, Lužany se trouve à 6,7 km de Jičín, à 47 km de Hradec Králové et à 100 km de Prague. 